# Ala'a Eldin Yousif
Ala'a Eldin Yousif (3 gennaio 1982) è un calciatore sudanese, di ruolo centrocampista.

## Carriera

### Club
Ha sempre giocato nel campionato sudanese.

### Nazionale
Ha esordito con la maglia della Nazionale nel 2004.